# 廖咸浩
廖咸浩（1955年2月22日—），現任台灣國立臺灣大學外文系教授。教授歐洲文學史。
曾任公視新聞國際新聞深度報導節目《閱讀天下》第一代主持人、中華民國臺北市政府文化局局長、國立台灣大學主任秘書。
台灣國立臺灣大學外文系學士、碩士，美國史丹佛大學文學博士。
曾任2011年香港中文大學訪問學人，2007年University of Western Sydney文化研究中心訪問學人，1999年芝加哥大學「地區世界計畫」訪問學人，1996年傅爾布萊特-海斯研究獎助金，1990年哈佛.燕京學社博士後訪問學人等。
廖咸浩創作文類有論述和散文。對於臺灣的當代文學、文學評論及臺灣現代文學，透過「解構中國」這個中心議題展開。除評論作品外，尚有比較詩學、英美現代詩、現代小說。楊牧曾評其散文：「廖咸浩用很多筆墨渲染，暗示，回憶並且在回憶中將過往的時地和事加以整理，增刪修補，潤飾，在實際工作過程中闡揚一種很冷靜力行的道理和信念」。2003年至2007年擔任臺北市文化局長。